# Hosszúhetény
Hosszúhetény är en ort i Ungern.   Den ligger i provinsen Baranya, i den sydvästra delen av landet, 160 km söder om huvudstaden Budapest. Hosszúhetény ligger 273 meter över havet och antalet invånare är 3 299.
Terrängen runt Hosszúhetény är kuperad åt nordväst, men åt sydost är den platt. Terrängen runt Hosszúhetény sluttar söderut. Runt Hosszúhetény är det ganska tätbefolkat, med 83 invånare per kvadratkilometer. Närmaste större samhälle är Pécs, 12,7 km sydväst om Hosszúhetény. I omgivningarna runt Hosszúhetény växer i huvudsak lövfällande lövskog.